# Adelaida Abarca Izquierdo
Adelaida Abarca Izquierdo   (Madrid, 1923) coneguda amb el sobrenom de La Deli, fou una activista política republicana. Militant de les Joventuts Socialistes Unificades i companya del grup de Les Tretze Roses, fou represaliada pel Franquisme i condemnada a 20 anys de presó. Reclosa a les presons de Las Ventas de Madrid, Les Oblates de Tarragona, La Presó de Girona, i la Presó de les Corts de Barcelona, el 1946 va organitzar la fuga de Victòria Pujolar Amat, Angela Ramis i la seva pròpia.

## Biografia
Adelaida Abarca Izquierdo, el 1937 en plena Guerra Civil Espanyola, amb només 14 anys, era membre de les Joventuts Socialistes Unificades (JSU) de Madrid.
Amb la desfeta del Bàndol Republicà, els màxims dirigents del PCE havien marxat a l'exili. Matilde Landa, dirigent del Socors Roig, fou designada responsable de mantenir viva l'organització. Molts militants no es resignaven a acceptar el nou Règim Feixista i van intentar reagrupar-se, creant una xarxa clandestina d'informació i resistència.
Ben aviat van ser descoberts i detinguts. La confessió sota tortures de José Pena Brea, va propiciar la desarticulació de quasi tot el grup. Adelaida, amb setze anys, va ser arrestada a primers de maig de 1939 al seu domicili de Madrid.
Traslladada a la Comissaria de Núñez de Balboa, va patir vexacions,maltractaments, i duríssims interrogatoris, abans de ser internada a la Presó de las Ventas. Allà va coincidir a la sala de menors amb Maria del Carmen Cuesta Rodríguez i algunes companyes del grup de Les Tretze Roses, que foren afusellades el 5 d'agost després d'un Consell de guerra urgent i sumaríssim, del qual ella i María del Carmen Cuesta, van ser apartades per raons d'edat. El 4 d'agost Adelaida fou jutjada i condemnada a 20 anys de presó.
El maig de 1940 fou traslladada a la presó de Girona, amb un trànsit previ a les Oblates de Tarragona, i després a la Presó de les Corts de Barcelona. Malgrat la seva joventut, sempre es va distingir pel seu lideratge i solidaritat envers les companyes més desvalgudes, i així ho relaten Maria Bigordà Montmany i Tomasa Cuevas.
Després del tancament de la presó de Girona, l'abril de 1944 fou novament traslladada a les Corts i allí va coincidir amb Tomasa Cuevas, quan hi va ingressar l'any següent.
Gràcies a la seva experiència i capacitat organitzativa, Adelaida va esdevenir una presa de confiança i es va acollir a la redempció de pena pel treball, prestant servei a l'oficina de la presó. Malgrat l'elevat risc personal que corria, va manipular cartes, expedients i registres, col·laborant en la fugida de Victòria Pujolar Amat. Poc després, el 8 de març de 1946 amb unes ordres de llibertat falses, va aconseguir fugir ella mateixa i Angela Ramis.
Amb la complicitat de familiars, amics i membres del partit, van poder arribar a França i contactar amb el PSUC i el PCE de Santiago Carrillo. Durant un temps, Adelaida es va establir a Tolosa de LLanguadoc i més tard a París, on va continuar la lluita política i es va casar amb Josep Salas Vidilla, també dirigent del PSUC.